# Dasyatis sinensis
Dasyatis sinensis е вид хрущялна риба от семейство Dasyatidae.

## Разпространение
Видът е разпространен в Китай (Ляонин и Пекин), Северна Корея и Южна Корея.